# Nakhon Si Thammarat
Nakhon Si Thammarat (thai: นครศรีธรรมราช) är en provins  (changwat) i södra Thailand. Provinsen ligger på östra kusten mot Thailändska bukten. Provinshuvudstaden är Nakhon Si Thammarat.

## Administrativ indelning
Provinsen är indelad i 23 distrikt (amphoe). Distrikten är i sin tur indelade i 165 subdistrikt (tambon) och 1428 byar (muban).
| Nakhon Si Thammarat distrikt numrerade. | 1. Mueang Nakhon Si Thammarat 2. Phrom Khiri 3. Lan Saka 4. Chawang 5. Phipun 6. Chian Yai 7. Cha-uat 8. Tha Sala 9. Thung Song 10. Na Bon 11. Thung Yai 12. Pak Phanang | 1. Ron Phibun 2. Sichon 3. Khanom 4. Hua Sai 5. Bang Khan 6. Tham Phannara 7. Chulabhorn 8. Phra Phrom 9. Nopphitam 10. Chang Klang 11. Chaloem Phra Kiat |